# Državni naravni rezervat Sataplia
Državni naravni rezervat Sataplia (gruzinsko სათაფლიის სახელმწიფო ნაკრძალი) je naravni rezervat na zahodu Gruzije, ustanovljen leta 1935 za zaščito kompleksa kraških jam na pobočjih ugaslih ognjenikov Sataplia (494 m n.m.) in Cinara (520 m n.m.) deset kilometrov severno od mesta Kutaisi. Ime izvira iz gruzinske besede »tapli« za med, jame so bile namreč zatočišče za večje število divjih čebel in lokalni prebivalci so hodili sem nabirat med. Zdaj je njihovo število močno upadlo.
Območje je znano po jamah, bogatih s kraškimi pojavi, skupno je na območju pet večjih jam, od katerih je največja (jama Sataplia oz. Imereti) odprta za turistične oglede v dolžini dobrih 300 m. Druga znamenitost sta dve seriji sledi dinozavrov, vsaka v svoji plasti krednega apnenca iz različnih obdobij. Skupaj štejeta približno 200 znanih stopinj, ena serija (premer 30 cm) pripada neznanemu plenilcu, druga (premer 45 cm) pa ornitopodnemu rastlinojedu. Okolica je porasla s subtropskim listnatim gozdom.
Največjo jamo je leta 1925 odkril lokalni učitelj in prirodoslovec ter nekaj let kasneje še stopinje, kar je bila prva taka najdba v Aziji. Leta 1935 je bil ustanovljen rezervat. Kot turistična znamenitost je jama Sataplia razmeroma množično obiskana, težave z varstvenim režimom pa povzroča tudi nenehno prezidavanje. Zadnja preureditev je bila odprta leta 2012, s pomočjo donacije podjetja BP so zgradili center za obiskovalce, razstavno halo, nove pešpoti v jami in okolici ter pomožne objekte.